# Комсомолка (Татарстан)
Комсомолка (тат. Комсомолка) — посёлок в Агрызском районе Республики Татарстан России. Входит в состав Девятернинского сельского поселения.

## История
Посёлок основан в 1941 году и сначала находился в Красноборском районе. С 1960 года — в составе Агрызского района.

## География
Посёлок Комсомолка находится в северо-восточной части Татарстана, на расстоянии в 75 км к юго-востоку от города Агрыз и на расстоянии 5 км по автодорогам к северо-западу от центра поселения, в бассейне реки Кырыкмас.

### Часовой пояс
Посёлок Комсомолка, как и весь Татарстан, находится в часовой зоне МСК (московское время). Смещение применяемого времени относительно UTC составляет +3:00.

## Население
В 2012 году в посёлке в 1 домохозяйстве проживал 1 работающий человек.
| 1958 | 1970 | 1989 | 2002 | 2012 |
| ---- | ---- | ---- | ---- | ---- |
| 22   | 134  | 26   | 2    | 1    |

Национальный состав
Согласно результатам переписи 2002 года, в национальной структуре населения татары составляли 100 %.

## Инфраструктура
Объекты инфраструктуры в посёлке отсутствуют.

## Улицы
В посёлке одна улица — Лесная.